# Trypeticus kapleri
Trypeticus kapleri är en skalbaggsart som beskrevs av Kanaar 2003. Trypeticus kapleri ingår i släktet Trypeticus och familjen stumpbaggar. Inga underarter finns listade i Catalogue of Life.